# Orlando Bär
Orlando Bär (* 1990 im Kanton Uri) ist ein schweizerischer Basketballtrainer. 

## Werdegang
Bär spielte als Heranwachsender Basketball, wandte sich aber noch im Jugendalter der Trainertätigkeit zu. Er war Assistenztrainer der Herrenmannschaft von Swiss Central Basketball und wurde im Sommer 2020 zum Cheftrainer befördert, als sich der Verein gerade von der Nationalliga A in die Nationalliga B zurückgezogen hatte. Dank einer Aufstockung der Nationalliga A kehrte Bär mit der Mannschaft 2021 in die höchste Spielklasse der Schweiz zurück. Im Sommer 2021 war er als Cheftrainer der Schweizer U18-Nationalmannschaft tätig, nachdem er zuvor bereits Assistenztrainer der Auswahl gewesen war. In der Saison 2021/22 führte Bär Swiss Central Basketball in den Viertelfinal um die Schweizer Meisterschaft, das war der Mannschaft zuletzt 2017 gelungen. Neben seiner Aufgabe als Trainer hat Bär bei den Verein auch das Amt des Geschäftsstellenleiters inne. Im Februar 2023 wurde er mit sofortiger Wirkung als Trainer abgelöst, zu diesem Zeitpunkt stand Swiss Central in der Nationalliga A auf dem letzten Tabellenrang. Im Sommer 2023 wurde Bär, der eine Trainerausbildung beim Schweizer NOK durchlief, bei Swiss Central Basketball Stützpunktleiter und Nachwuchschef.